# عشبة الدباغين الهندية
عشبة الدباغين الهندية أو رَدُول الهند نوعٌ من جنس عشبة الدباغين. أزهارها وثمارها إلى حنطية.